# Svantjärnen (Järna socken, Dalarna)
Svantjärnen är en sjö i Vansbro kommun i Dalarna och ingår i Dalälvens huvudavrinningsområde.